# 周延儒
周延儒（1593年—1644年），字玉繩，號挹齋，直隶宜興縣宜城鎮人，明末政治人物、狀元，東閣大學士。因貽誤軍機，被賜死。

## 生平
周延儒少時聰穎，被譽為神童，有名文。万历四十年（1612年）壬子科應天鄉試第二十二名舉人，四十一年（1613年）癸丑科連中會元、狀元，授翰林院修撰。時年二十余歲，又與同年馮銓友善，其后結為姻親。天啓元年（1621年）与户科左给事中王繼曾主考江西鄉試，二年二月升右春坊右中允兼翰林院编修，八月給假省親，十月与副使中书舍人卢承钦册封庆府龙祥王等。天啓三年丁母憂，五年继丁父憂，七年起为左庶子，掌管司經局事務。馮銓罷相後，周延儒以少詹事掌南京翰林院。崇禎帝即位，誅魏忠賢，召延儒為禮部右侍郎。
周延儒“性警敏，善伺意指”，且為復社領袖，曾深得崇禎信任，屢蒙召對，崇祯二年（1629年），崇禎帝召周延儒密議，“漏下數十刻乃出，語秘不得聞”，崇祯三年正月，韓爌致仕，三月李標致仕，九月成基命致仕，延儒得以任首辅。崇禎六年（1633年）三月，刑科都給事陳贊化劾周延儒“招權納賄、遊客李元功借叢威人”，又揭發延儒嘗告訴李標云:“今上羲皇上人也”。六月，周延儒被溫體仁逐出京城，溫體仁把持了內閣，民间的對聯说“禮部重開天榜，狀元探花榜眼，有些惶恐。內閣翻成妓館，烏龜王八篾片，總是遭瘟”。崇祯十年（1637年）溫體仁被罢免。周延儒再度入阁。
崇祯十四年，重任首輔的周延儒在其門生張溥的勸說籌劃下，悉反溫體仁時的弊政，凡周延儒所請減稅、施恩、恤民、用心等事，崇禎帝皆忻然允許。周延儒又言「老成名德，不可輕棄。」於是當時被罷免的名臣鄭三俊掌吏部，劉宗周掌都察院，范景文掌工部，倪元璐佐兵部。其他如李邦華、張國維、徐石麒、張瑋、金光辰等，布滿九列。又釋放在獄的傅宗龍等，追贈已故文震孟、姚希孟等榮譽，中外一時都說周延儒賢能。
崇祯十五年（1642年）周延儒又勸皇帝剝奪東廠的權力，史称“都人大悦”，東廠特務恨之入骨，當時崇禎皇帝十分重視尊敬周延儒，曾經在新年時向他一揖說：「朕以天下聽先生」，但是周延儒實際上庸駑無材略，且性貪，根本不能勉救局勢。同年五月，山東兵備僉事雷演祚彈劾周延儒門生范志完督師山東時縱兵淫掠，並赴京與其對質。崇祯十六年（1643年）八旗压境，震動燕都。内阁首辅周延儒请求督师抗击清兵，并明言說「但言愿捐躯报国，援兵事实非所长」。但周延儒带兵出京后，驻軍通州，不敢迎战。每日與部属饮酒作乐，“每日幕客攢集，午後始開門收文書，應故事”，向朝廷谎报军情，偽造胜績。崇祯不知内情，对周延儒褒奖有加。后来，周延儒得知清軍兵退，遂謊報戰功。朝廷论功加周延儒为太师。后锦衣卫指挥使骆养性上疏揭發真相，其他的官员也相繼弹劾延儒。崇禎大罵：“最恨周延儒對朕使乖（玩弄計謀欺瞞）。”崇禎十六年七月，崇祯在中左门召见群臣，亲自审讯范志完，最後范遭誅殺，並逮治董廷献，而周延儒的地位受到動搖。
崇祯十七年（1644年）周延儒受命縊死。當骆养性持聖旨及吊繩至延儒官邸時為酉時，周延儒向家人一一哭別，拖延至第二天清晨近卯時才自縊，相隔兩個月後，崇禎也在此黎明破曉時分自縊。清廷列周延儒入《明史·奸臣传》。

## 軼事
周延儒被崇祯帝賜死後。厭惡他的人更將他與南明時被剝皮揎草的馬士英並稱，並將兩人的下場寫作一副對聯，曰：
周延儒字玉繩，先賜玉、後賜繩，繩系延儒之頸，宛同狐狗之尸；
馬士英號瑤草，家藏瑤、腹藏草，草裹士英之皮，遂作犬羊之鞹。

## 家族
先祖周仲彬是明初太医院判，坐事戍河间。弟仲达有義侠声。三传至周欽，自邑之荆南徙居城南門。周欽生周衎，衎生周有仁，有仁生周之禧，以舉人出任太康知縣。娶曹氏，生四子。長子天瑞，即延儒之父。
父周天瑞，（1563年-1625年）字定桢，號莪樵，改號警餘，封承德郎右春坊右中允兼翰林院编修。母徐氏（？-1623年），贈安人。生六子：胤儒（錦衣衛鎮撫）、素儒、延儒、缵儒（武舉人）、崇儒、肖儒。
延儒堂弟崇禎十三年進士周正儒。子順治九年進士周奕封。

## 延伸阅读
[在维基数据编辑]
 《明史卷三百〇八》，出自《明史》
 在维基共享资源阅览影像
| 官衔          | 官衔                        | 官衔          |
| ------------- | --------------------------- | ------------- |
| 前任： 成基命 | 明朝内阁首輔 1630年－1633年 | 繼任： 温体仁 |
| 前任： 張四知 | 明朝内阁首輔 1641年－1643年 | 繼任： 陳演   |